# Károly Levitzky
Károly Levitzky (1 de maio de 1885 - 23 de agosto de 1978) foi um remador húngaro.
Károly Levitzky competiu nos Jogos Olímpicos de 1908 e 1912, na qual conquistou a medalha de bronze no skiff simples em 1908. Ele era judeu.